# Progymnasium Dr. Bussenius
Das Progymnasium Dr. Bussenius war eine unter verschiedenen Namen von 1824 bis 1901 bestehende Privatschule in Lübeck, die auf den Besuch des Katharineums vorbereitete.

## Geschichte
1824 gründete der hannoversche Kandidat des Predigtamtes F. Köhler in Lübeck eine Elementarschule für Jungen bis zum 10. Lebensjahr. Im Laufe der Jahre wuchs diese Anstalt beträchtlich. Während der ersten fünfzig Jahre ihres Bestehens wurde sie, nachdem Köhler bald nach ihrer Gründung Lübeck wieder verlassen hatte, von Kandidaten des Lübecker Geistlichen Ministeriums während ihrer Wartezeit auf ihre erste Anstellung in einem Pfarramt geleitet. Daher wurde sie zu dieser Zeit allgemein Kandidatenschule genannt. Zu den Kandidaten, die die Schule leiteten, zählten die späteren lübeckischen Geistlichen Pastor Fabricius und Michelsen an St. Jakobi, Hauptpastor Holm an St. Marien, Pastor Friedrich Luger am Dom, Pastor Becker an St. Marien, Pastor Carstens und Carl Ferdinand Grautoff am Dom, Pastor Trummer an der Marienkirche, später Hauptpastor an St. Petri und Hauptpastor Lindenberg an St. Jakobi.
Unter Leitung von Carl Ferdinand Grautoff, dem ältesten Sohn von Ferdinand Heinrich Grautoff, von 1853 bis 1862 erlebte die nun als Grautoffsche Kandidatenschule bekannte Anstalt einen bedeutenden Aufschwung. Er vereinigte sie mit der sogenannten Spielschule, wodurch die Zahl der Klassen von drei auf vier erhöht wurde. 
Möglichste Berücksichtigung der Individualität des einzelnen Schülers, wie sie an einer Privatschule leichter durchzuführen ist, als an einer großen öffentlichen Anstalt, und ein reger persönlicher Verkehr zwischen Lehrern und Schülern auch außerhalb der Schulzeit durch gemeinsame Spaziergänge und Ausflüge sowie durch Veranstaltung kleinerer Festlichkeiten gaben der Schule ihr eigenthümliches [sic!] Gepräge.
Unter der Leitung des Kandidaten Trummer stieg die Zahl der Schüler, die vorher konstant bei 40 gelegen hatte, auf über 100 an. 1872 ergänzte Kandidat Lindenberg das Angebot um die Quarta, so dass die Schüler der Anstalt nun in die Tertia des Katharineums wechselten. Für die gestiegenen Schülerzahlen und das erweiterte Angebot wurde ein eigenes Haus nötig, das in der Fleischhauerstraße 67/67a gefunden wurde.

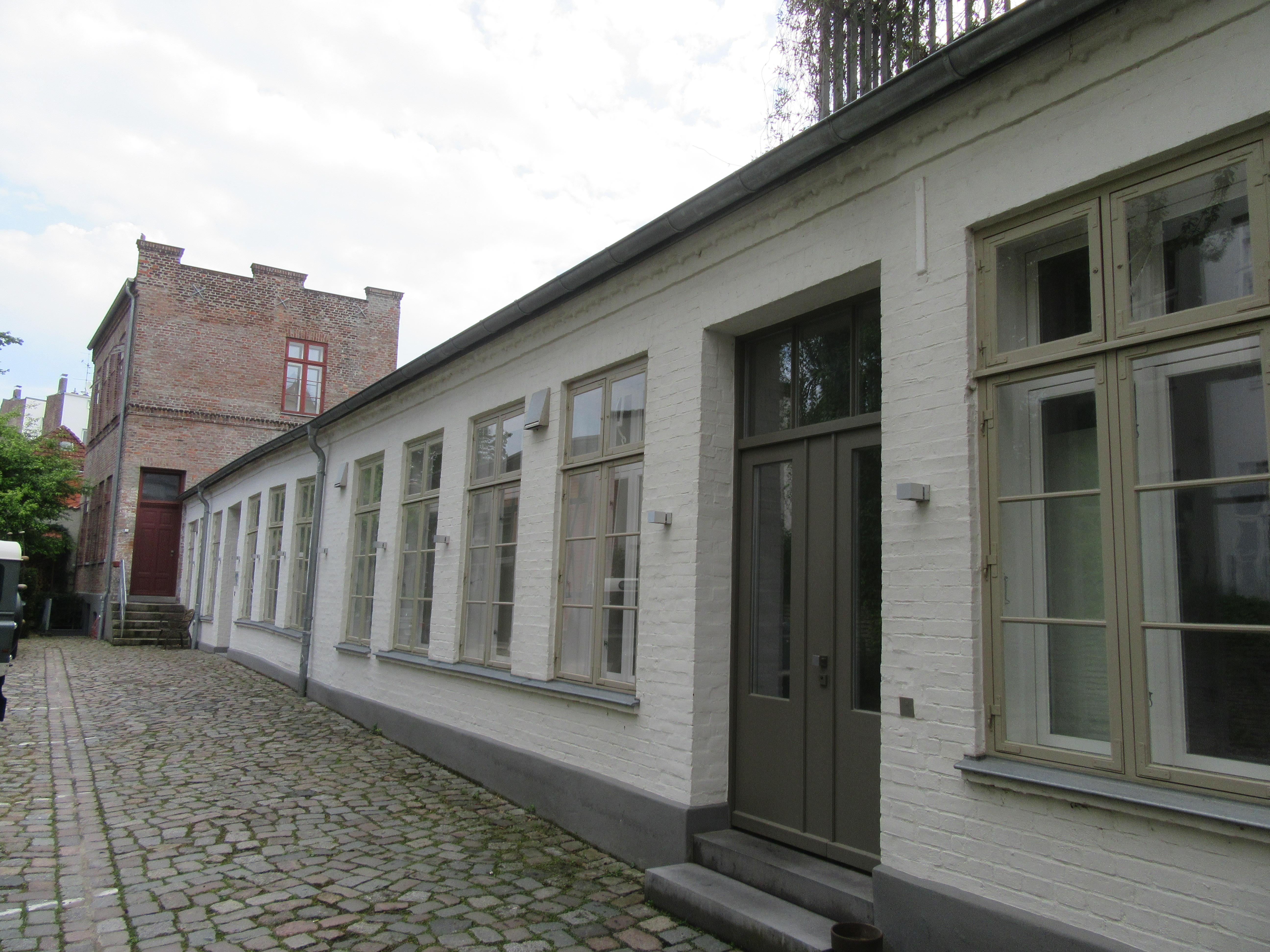
Klassentrakt
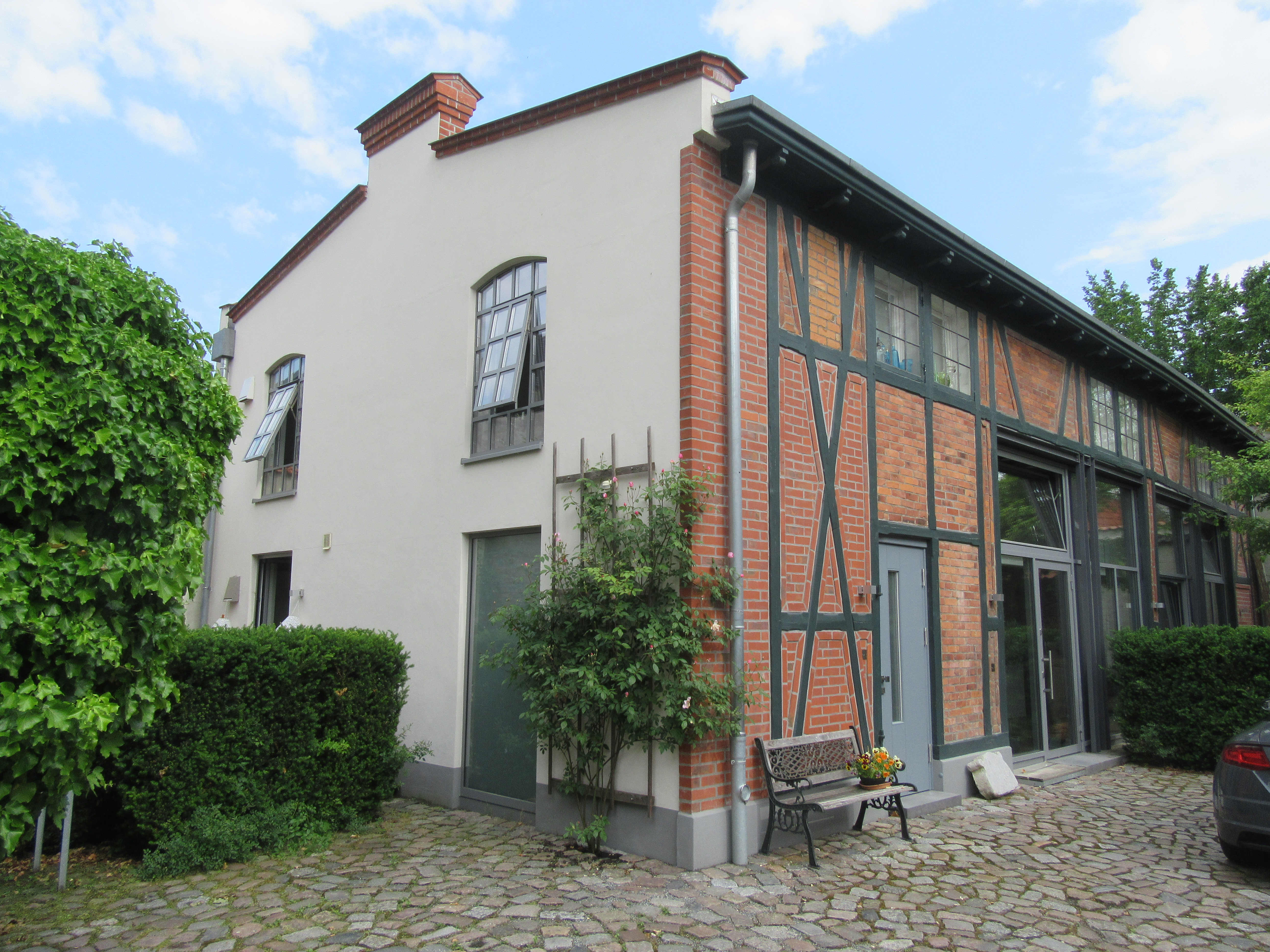
Turnhalle von 1875
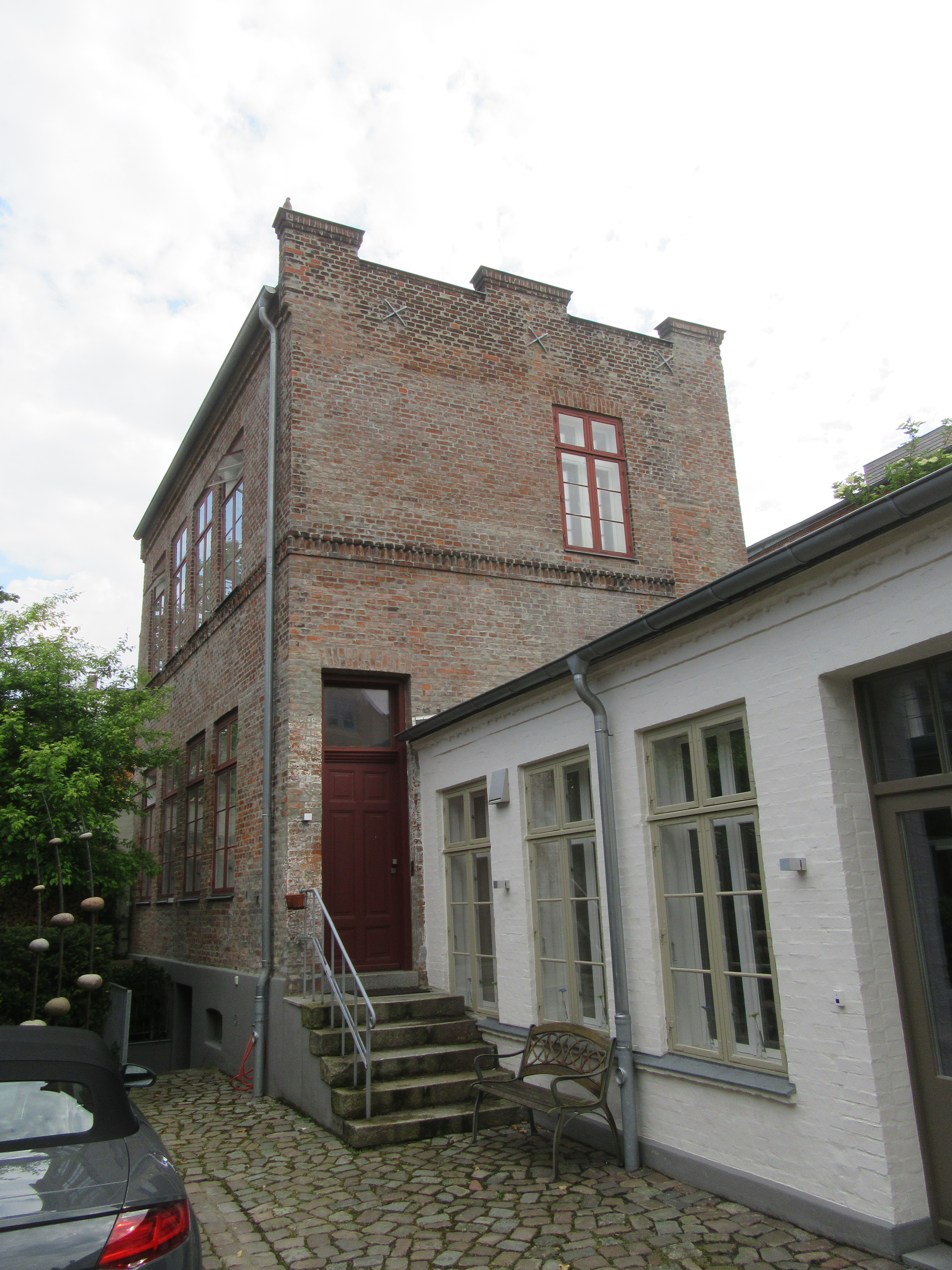
Klassentrakt

Nach der Berufung von Lindenberg zum Pastor der Kirche in Nusse übernahm Otto Bussenius zum 1. April 1874 die Leitung der Anstalt, bis er sie 27 Jahre später auflöste.
Er baute das unter Lindenberg begründete Progymnasium aus. So passte er den Lehrplan dem des Katharineum an, erweiterte die Schulräume durch den Neubau eines Klassentraktes im Hof und eine eigene Turnhalle (1875) und erweiterte das Kollegium. In seiner Amtszeit erhielt die Anstalt von der Schulaufsicht den Namen Progymnasium. Die meisten Schüler verbrachten nun sieben Jahre ihrer Schulzeit hier, da es üblich war, zwei Jahre in der Quarta zu verbringen.
Im März 1899 konnte Bussenius noch eine Jubiläumsfeier zu seinem 25-jährigen Amtsjubiläum mit vielen ehemaligen Schülern ausrichten. Wenig später sah er sich im Ausblick auf die bevorstehende Neugestaltung unserer Schulverhältnisse, insbesondere der bevorstehenden Aufwertung des Johanneums zum Realgymnasium, gezwungen, das Progymnasium zu schließen. Die Gebäude und Lehrkräfte wurden von der Oberschulbehörde der Hansestadt Lübeck übernommen.
Das Gebäudeensemble beherbergte hier von 1905 bis 1912 eine Zweigschule des Realgymnasiums und des Johanneums, 1909 auch die II. Mädchenmittelschule und Luise Kaibel eröffnete hier 1911 das private Lübecker Konservatorium für Musik welches von 1913 bis 1916 Lübecker Konservatorium für Musik war. Seit 1976 steht es unter Denkmalschutz.

## Lehrer
- Hermann Gottschalk
- Carl Schering

## Schüler
- Johannes Brüggen
- David Carlebach
- Johann Georg Eschenburg
- Emil Ferdinand Fehling 1854–1857
- Martin Funk 1840–1846
- Otto Grautoff
- Heinrich Mann
- Thomas Mann 1882–1889
- Carl Theodor Plessing
- Gustav Radbruch 1885–1892
- Julius Vermehren